# Linia 32 de tramvai din București

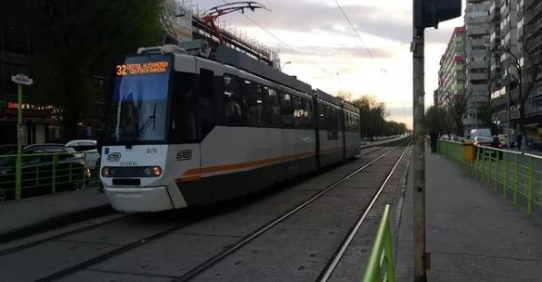
Tramaviul V3A-93-CA-PPC #076 pe linia 32 în stația Mărgeanului

Linia 32 din București este o linie de tramvai a STB care începe de la stația „Depoul Alexandria”, situată în cartierul bucureștean Rahova și se termină la stația „Piața Unirii”. Aceasta urmează traseul Șos. Alexandriei - Calea Rahovei - Bd. George Coșbuc - Bd. Regina Maria. A fost modernizată în perioada 2002-2003 și are o lungime de 5,6 km cale dublă.

## Traseu și stații

### Schema traseului
|  |   |   |   | Nume Stație         | Artera                         | Corespondențe     |
|  | - | - | - | ------------------- | ------------------------------ | ----------------- |
|  | ↓ | O | ↑ | Piața Unirii        | Bulevardul Regina Maria        | 7, 27, 47         |
|  |   | o |   | 11 Iunie            | Bulevardul Regina Maria        | 7↓, 23↑, 27↓, 47↓ |
|  |   | o |   | Piața Regina Maria  | Bulevardul Regina Maria        | 23                |
|  |   | o |   | Piața Chirigiu      | Calea Rahovei                  | 23                |
|  |   | o |   | Șoseaua Progresului | Calea Rahovei                  | 11↓, 23           |
|  |   | o |   | Calea Ferentari     | Calea Rahovei                  | 11, 23            |
|  |   | o |   | Petre Ispirescu     | Calea Rahovei                  |                   |
|  |   | o |   | Piața Rahova        | Calea Rahovei/Șos. Alexandriei |                   |
|  |   | o |   | Teiuș               | Șoseaua Alexandriei            |                   |
|  |   | o |   | Antiaeriană         | Șoseaua Alexandriei            |                   |
|  | ↓ | O | ↑ | Depoul Alexandria   | Șoseaua Alexandriei            |                   |

## Mijloace folosite
Pe linia 32 circulă tramvaie V3A-93M-FAUR, V3A-93-CH-PPC,  V3A-2010-CA-PPC, V3A-93-CA și V3A-93, pe această linie circulând și prototipul V3A-93-CH-PPC, #306. Începând din 2023, linia 32 va primi tramvaie Astra Imperio Metropolitan (15 ture). Toate tramvaiele care circulă pe linia 32 aparțin Depoului Alexandria.